# Ludwig Blaß
Ludwig Blaß (* 7. Dezember 1874 in Landau an der Isar; † 13. Januar 1943) war ein deutscher Verwaltungsjurist und als Bezirksoberamtmann im Bezirksamt Sankt Ingbert Bezirksamtsvorstand (ab 1939 Landrat).

## Leben
Ludwig Blaß leistete nach dem Abitur seinen Militärdienst als Einjährig-Freiwilliger und studierte in den Jahren von 1894 bis 1897 Rechtswissenschaften an der Julius-Maximilians-Universität Würzburg, legte 1900 das juristische Assessorexamen ab und wurde 1903 zum Assessor beim Bezirksamt Kusel ernannt. Seit dem Wintersemester 1893/94 war er Mitglied der Studentenverbindung Akademischer Gesangverein München im SV. 1908 wechselte er in gleicher Funktion zum Bezirksamt Kaiserslautern. 1913 begann er als Regierungsassessor bei der Regierung von Oberbayern im Oberversicherungsamt München. Nach vierjähriger Tätigkeit wechselte er am 1. März 1917 zum Bezirksamt Sankt Ingbert, wo er als Bezirksamtmann die Funktion des Bezirksamtsvorstands übernahm. Diese Behörde, am 1. Oktober 1902 aus Teilen des bayerischen Bezirksamts Zweibrücken gebildet, wurde nach dem Ersten Weltkrieg nach den Bestimmungen des Versailler Vertrages mit den preußischen Kreisen des Saarbeckens als Saargebiet unter Völkerbundmandat gestellt. In Sankt Ingbert blieb er bis zum 31. Oktober 1920, zwischenzeitlich zum Bezirksoberamtmann (Oberregierungsrat) befördert. Zum 1. November 1920 wechselte er als Oberregierungsrat zur Bezirksregierung Unterfranken. In Bayern war ein Bezirksoberamtmann (Oberregierungsrat) bzw. Bezirksamtmann (Regierungsrat) von 1862 bis 1939 Leiter einer unteren Verwaltungsbehörde und von 1939 an trugen diese reichseinheitlich den Namen Landrat.
1941 wurde Ludwig Blaß in den Ruhestand versetzt. 

## Anmerkung
1. ↑  In der Saarland-Biographie lautet der Name Blass
2. ↑  Sondershäuser Verband Deutscher Sängerverbindungen: A.H.-Anschriften-Buch. Mitglieder-Verzeichnisse sämtlicher A.H.-Verbände. Stand vom 15. April 1929. München 1929, S. 92.

| Personendaten    | Personendaten                                                       |
| ---------------- | ------------------------------------------------------------------- |
| NAME             | Blaß, Ludwig                                                        |
| KURZBESCHREIBUNG | deutscher Jurist und Bezirksoberamtmann im Bezirksamt Sankt Ingbert |
| GEBURTSDATUM     | 7. Dezember 1874                                                    |
| GEBURTSORT       | Landau an der Isar                                                  |
| STERBEDATUM      | 13. Januar 1943                                                     |